# 金芝河
金 芝河（キム・ジハ、きん しが、김지하、Kim Chi-Ha、本名：金 英一（キム・ヨンイル、김영일）、1941年2月4日 - 2022年5月8日）は、大韓民国の詩人・思想家。ペンネームの「芝河（チハ）」は同音の「地下（チハ）」に由来する。本貫は金海金氏。

## 生涯

### 生い立ち

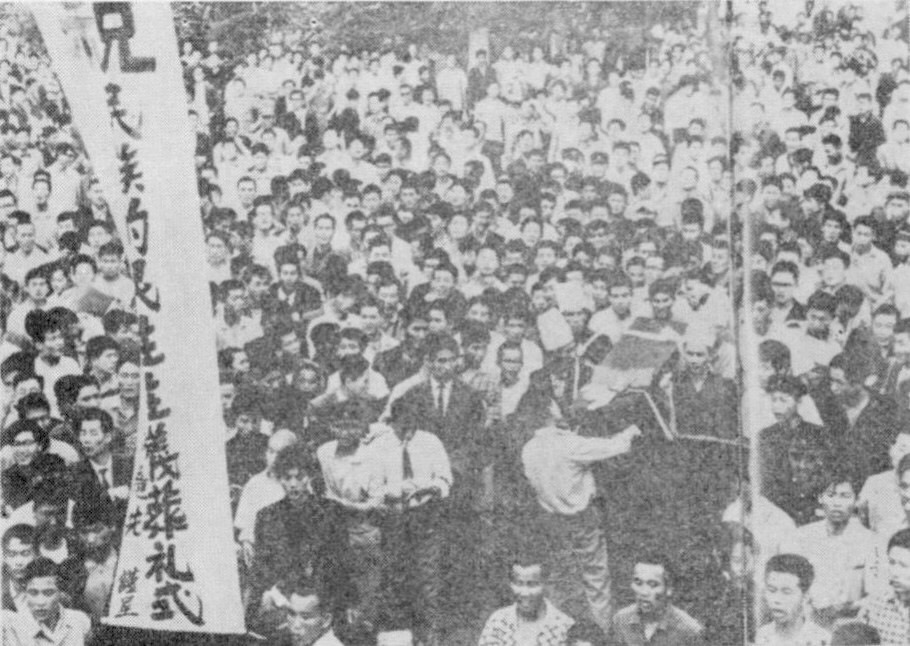
1964年5月20日にソウル大学校文理科大学で行われた「民族的民主主義葬礼式」。金が書いた弔辞が朗読された。金は運動を主導したとして6月に逮捕された。

全羅南道木浦市大安洞に映画技師の一人息子として生まれる。1954年、父親の仕事の関係で江原道原州市に移住。中学時代から詩作を始める。1959年、ソウルの中東高等学校卒業。同年3月、ソウル大学校美術学部美学科（現・哲学科）に入学。美術学部はのちに文理科大学に統合された。
1960年4月に発生した反政府デモ（4・19学生革命）に参加。1961年、5・16軍事クーデターでの朴正煕政権登場以降、反政府活動を強める。
1964年5月20日、韓日会談反対闘争の一環として、ソウル大学校文理科大学の学生が「民族的民主主義葬礼式」を開いた。金が書いた弔辞を同大学政治科の宋哲元が朗読した。6月3日、国会議事堂前の太平路通りは、市内17大学、1万5千人の学生で埋め尽くされた。同日20時、政府はデモ激化を理由として、非常戒厳令を宣布した（6.3抗争）。同月、金は運動を指導したとして逮捕された。9月に起訴猶予処分を受けた。以降も学生運動を主導した。
1966年9月、ソウル大学校卒業。江原道の炭鉱で働く。

### 長篇詩『五賊』
1970年、張俊河の主宰する総合雑誌『思想界』5月号に長篇詩「五賊」を発表した。金は財閥、国会議員、高級公務員、将軍、長官次官の“五賊”をパンソリの節に合わせて痛烈に風刺した。6月1日、「五賊」は最大野党の新民党の機関紙『民主前線』60号に転載された。6月2日、金と『思想界』発行人の夫琓爀は逮捕され、新民党は強制捜査を受けた（五賊筆禍事件）。肺結核が再発し、逮捕から1か月後に釈放される。「五賊」は「週刊朝日」1970年6月26日号に全訳で紹介された。
当局からの逃亡生活を余儀なくされるが、地下活動を続け、軍事政権下で民主化運動をリードした。同年12月、最初の詩集『黄土』をハンオル文庫から刊行。
1971年12月25日、『黄土』や「五賊」のほか、評論や戯曲を収録した日本語の翻訳書『長い暗闇の彼方に』が中央公論社から出版された。同社の宮田毬栄が編集し、タイトルも宮田が考えた。翻訳者の渋谷仙太郎は日本共産党「赤旗」記者だった萩原遼のペンネーム。同書により、金芝河の名前は日本でも広く知られるようになった。
1972年4月、金は長編風刺詩「蜚語」を発表したが、4月12日に検挙され、木浦市の国立結核療養院へ強制軟禁された。宮田が立ち上げた「金芝河救援国際委員会」の依頼により、鶴見俊輔、真継伸彦、金井和子の3人は同年6月29日、金の釈放を求める署名を持って韓国に渡り、病室で金と面会した。
1973年4月7日、作家の朴景利の娘の金玲珠（キム・ヨンジュ）と結婚。

### 民青学連事件
1974年4月3日、民青学連事件が発生。事件の関与者として指名手配を受け、4月9日から地下に潜行。4月25日、逃亡先の全羅南道黒山島で逮捕された。7月9日、韓国非常普通軍法会議は金に死刑を求刑。翌10日、宮田毬栄は「金芝河救援国際委員会」を拡大・発展させ「金芝河らを助ける会」を設立。「金芝河を殺すな！ 釈放せよ！」という朴大統領に送る要請文を書いて署名運動を行った。日本では大江健三郎、遠藤周作、松本清張、柴田翔、谷川俊太郎などが、外国ではサルトル、ボーヴォワール、ヘルベルト・マルクーゼ、ハワード・ジン、ノーム・チョムスキー、エドウィン・ライシャワーなど数多くの知識人が賛同した。7月13日、非常普通軍法会議第一審判部は金に対し死刑判決を下した。16日までに、金ら14人に死刑、15人に無期懲役、日本人の太刀川正樹と早川嘉春を含む26人に懲役15年から20年の刑が科せられた。
同年7月16日夕方から19日にかけて金石範、金時鐘、李恢成、真継伸彦、南坊義道らは数寄屋橋公園でハンガー・ストライキを行った。7月20日早朝、宮原昭夫は国鉄藤沢駅前でハンストに入った。7月21日、国防部長官の徐鐘喆は金の死刑を無期懲役に減刑した。7月27日から30日にかけて鶴見俊輔、金達寿、李進熙、針生一郎ら4人は、全被告の釈放を求める第二次ハンストを数寄屋橋公園で行った。8月8日には「金芝河らをたすける国際委員会代表団」が韓国に派遣された。団長は日高六郎で、大島孝一、ジョージ・ウォルド、反戦活動家のフレッド・ブランフマン、福音館書店編集長の藤枝澪子らがこれに参加した。
1975年2月15日、朴大統領の刑執行停止措置により人革党関係者をのぞく148名が釈放された。金もこのときに出獄。2月25日から27日にかけて「東亜日報」に手記『苦行―1974』を掲載し、人民革命党事件の捏造を批判した。3月13日、反共法違反容疑で再逮捕された。
1980年12月11日、釈放される。通算7年にも及ぶ獄中生活に対し、軍事政権の言論弾圧に屈しなかったとして、ロータス賞（特別賞、1975年）、クライスキー人権賞、偉大な詩人賞、鄭芝溶文学賞、空超文学賞、怡山文学賞、大山文学賞を受賞。
以降、詩作以外にも随筆や談論集を発表し、パンソリや仮面劇の伝統を生かした『櫻賊歌』『蜚語』などを発表。1982年頃からは、地域自治を提唱するサルリム（生命）運動や環境問題、消費者共同体運動、東アジアの伝統を見直す活動など、詩作以外にも活動を広げる。しかし、生命運動などを通じて神秘主義的な言動が顕著になったことで、民主化運動（特に学生運動）に対する思想転向と受けとめる者も現れ、韓国内では賛否両論を巻き起こした。
1991年4月には、明知大学校生の姜慶大殴打致死事件を契機に起こった一連の焼身自殺事件に対して、その抗議姿勢を批判して1991年5月5日付の『朝鮮日報』コラムに「死（焼身自殺）による礼讃を止めよ!（죽음의 굿판을 당장 걷어 치워라!）」とのアピールを出している。この文章は国内に激烈な反響を引き起こす。
1998年12月に日本を初訪問。
自身の政治的立場は「中道進歩」としており、1998年〜2008年の10年間続いた進歩政権、特に盧武鉉政権については厳しい批判をしている。2007年の大統領選挙ではソウル大学時代の先輩で親交が深い孫鶴圭支持を表明。2012年大韓民国大統領選挙では、自身が弾圧を受けたときの大統領である朴正煕の長女で与党・セヌリ党の大統領候補となった朴槿恵支持を表明した。
2013年1月4日、再審で民青学連事件の嫌疑について「犯罪の事実なし」として無罪判決が下った。
2022年5月8日、江原道原州市の自宅で死去。81歳没。

## 人物
- 漢字復活論者でもあった。
- 妻の母は作家の朴景利。

## 日本語訳書
- 『長い暗闇の彼方に』（渋谷仙太郎 訳、中央公論社、1971）
- 『五族黄土蜚語』（姜舜 訳、青木書店、1972）
- 『金芝河詩集』（姜舜 訳、青木書店、1974）
- 『民衆の声』（金芝河作品刊行委員会 編訳、サイマル出版会、1974）
- 『不帰』（李恢成 訳、中央公論社、1975）
- 『良心宣言』（井出愚樹 編訳、大月書店、1975）
- 『わが魂を解き放せ』（井出愚樹 編訳、大月書店、1975）
- 『深夜』（鄭敬謨 訳、土曜美術社、1976）
- 『金芝河作品集』（1・2、井出愚樹 編訳 青木書店、1976）
- 『獄中から』（井出愚樹 編訳、大月書店、1977）
- 『苦行 獄中におけるわが闘い』（金芝河刊行委員会 編訳、中央公論社、1978）
- 『飯・活人』（高崎宗司・中野宣子 訳、御茶の水書房、1989）
- 『金芝河 生（いのち）を語る』（高正子 訳、協同図書サービス、1995）
- 『傷痕に咲いた花』（金丙鎮 訳、毎日新聞社、2004）

## 映画
- 大浦信行『9.11-8.15-日本心中-』シネマチック・ネオ配給、2004年